# Copa de la Reina de fútbol 2024-25
La Copa de la Reina 2024-25 fue la 43.ª edición del campeonato, la cual se disputó entre el 10 de septiembre de 2024 y el 7 de junio de 2025.

## Formato
Participaron 32 equipos que conformaron la temporada anterior la Primera Federación y la Segunda Federación. A partir de la tercera eliminatoria se incorporaron los 16 equipos restantes de Primera División. Los partidos fueron a partido único excepto las semifinales.

## Primera ronda
La primera ronda se disputó en eliminatorias a partido único entre el 10 y el 12 de septiembre. El sorteo se celebró el 9 de agosto de 2024.
| Local                   | Resultado    | Visitante                  |
| ----------------------- | ------------ | -------------------------- |
| Bizkerre Futbol Taldea  | 0-4          | Deportivo Alavés Gloriosas |
| Club Deportivo Pradejón | 0-4          | Dux Logroño                |
| Atlético Villalonga FF  | 0-1          | Deportivo Abanca           |
| Córdoba C.F.            | 2-1          | Málaga C.F.                |
| Zaragoza C.F.F.         | 1-0          | S.D. Huesca                |
| Real Oviedo             | 2-4          | Real Sporting de Gijón     |
| Real Unión de Tenerife  | 0-1          | F.C.D. Tenerife            |
| Rayo Vallecano          | 0-0 (2:3 p.) | C.D. Getafe                |
| C.D. Femarguín          | 3-1          | Juan Grande                |
| Unión Viera C.F.        | 1-3          | C.D. Guiniguada            |
| F.F. La Solana          | 0-7          | Fundación Albacete         |
| C.F.F. Albacete         | 0-7          | Cacereño                   |
| Balears Futbol Club     | 1-1 (3:4 p.) | S.E. AEM                   |
| R.C.D. Espanyol         | 1-0          | C.E. Europa                |
| Elche C.F.              | 1-3          | Alhama C.F.                |
| C.D.E. Racing           | 0-2          | C.A. Osasuna               |

## Segunda ronda
La segunda ronda se disputó en eliminatorias a partido único entre el 1 y el 3 de octubre. El sorteo se celebró el 17 de septiembre de 2024.
| Local                      | Resultado | Visitante          |
| -------------------------- | --------- | ------------------ |
| Real Sporting de Gijón     | 0-6       | Deportivo Abanca   |
| F.C.D. Tenerife            | 1-0       | C.D. Getafe        |
| Córdoba C.F.               | 0-4       | Cacereño           |
| Zaragoza C.F.F.            | 0-5       | C.A. Osasuna       |
| Deportivo Alavés Gloriosas | 2-4       | Dux Logroño        |
| C.D. Guiniguada            | 1-0       | C.D. Femarguín     |
| Alhama C.F.                | 0-1       | Fundación Albacete |
| R.C.D. Espanyol            | 1-2       | S.E. AEM           |

## Tercera ronda
La tercera ronda se disputó en eliminatorias a partido único en los días 5, 6, 7 y 20 de noviembre de 2024. El sorteo se celebró el 17 de octubre de 2024.
| Local              | Resultado    | Visitante                 |
| ------------------ | ------------ | ------------------------- |
| F.C.D. Tenerife    | 2-3          | C.D. Sporting Club        |
| C.D. Guiniguada    | 1-4          | U.D. Costa Adeje Tenerife |
| S.E. AEM           | 1-1 (2:3 p.) | Villarreal                |
| C.A. Osasuna       | 0-3          | F. C. Levante Badalona    |
| Cacereño           | 1-0          | Valencia                  |
| Dux Logroño        | 1-0          | S.D. Eibar                |
| Deportivo Abanca   | 3-0          | Real Betis Balompié       |
| Fundación Albacete | 0-1          | Granada C.F.              |

## Octavos de final
Los octavos de final se disputaron en eliminatorias a partido único entre el 20 y 22 de diciembre de 2024. El sorteo se celebró el 26 de noviembre de 2024.
| Local                     | Resultado | Visitante          |
| ------------------------- | --------- | ------------------ |
| C.D. Sporting Club        | 1-2       | Levante U.D.       |
| Villarreal                | 0-2       | Real Madrid C.F.   |
| Dux Logroño               | 2-4       | Madrid C.F.F.      |
| Cacereño                  | 2-1       | Athletic Club      |
| Deportivo Abanca          | 0-1       | Real Sociedad      |
| Granada C.F.              | 4-2       | Sevilla F.C.       |
| F. C. Levante Badalona    | 0-1       | Atlético de Madrid |
| U.D. Costa Adeje Tenerife | 2-6       | F.C. Barcelona     |

## Cuartos de final
Los cuartos de final se disputaron en eliminatorias a partido único entre el 11 y 13 de febrero de 2025. El sorteo para esta ronda se celebró el 17 de enero de 2025.
| Local            | Resultado | Visitante          |
| ---------------- | --------- | ------------------ |
| Cacereño         | 0-2       | Atlético de Madrid |
| Madrid C.F.F.    | 1-2       | F.C. Barcelona     |
| Levante U.D.     | 0-1       | Granada C.F.       |
| Real Madrid C.F. | 3-1       | Real Sociedad      |

## Semifinales
Las semifinales se disputaron en eliminatorias a doble partido entre el 5 y 6 de marzo de 2025 la ida, y entre el 12 y 13 de marzo de 2025 la vuelta. El sorteo para esta ronda se celebró el 18 de febrero de 2025.
| Equipo 1          | Agr. | Equipo 2           | Ida | Vuelta |
| ----------------- | ---- | ------------------ | --- | ------ |
| Granada C.F.      | 2-5  | Atlético de Madrid | 0-2 | 2-3    |
| Real Madrid C. F. | 1-8  | F. C. Barcelona    | 0-5 | 1-3    |

## Final
La final se disputó a partido único entre los dos equipos ganadores de las semifinales el 7 de junio de 2025.
| 7 de junio de 2025 | F. C. Barcelona | 2:0 (1:0) | Atlético de Madrid | Estadio El Alcoraz, Huesca                |                                           |
|                    | Pina 24', 74'   | Reporte   |                    | Árbitra: Huerta De Aza VAR: Rivera Olmedo | Árbitra: Huerta De Aza VAR: Rivera Olmedo |

| Bandera de Cataluña                |
| Campeón F. C. Barcelona 11º título |